# Église Saint-Pierre de Leyde
Pour les articles homonymes, voir Église Saint-Pierre.
L'église Saint-Pierre (en néerlandais : Pieterskerk) est une église gothique datant du XIVe siècle, qui se situe au cœur de la ville de Leyde, aux Pays-Bas. Cette église a été dédiée à saint Pierre.

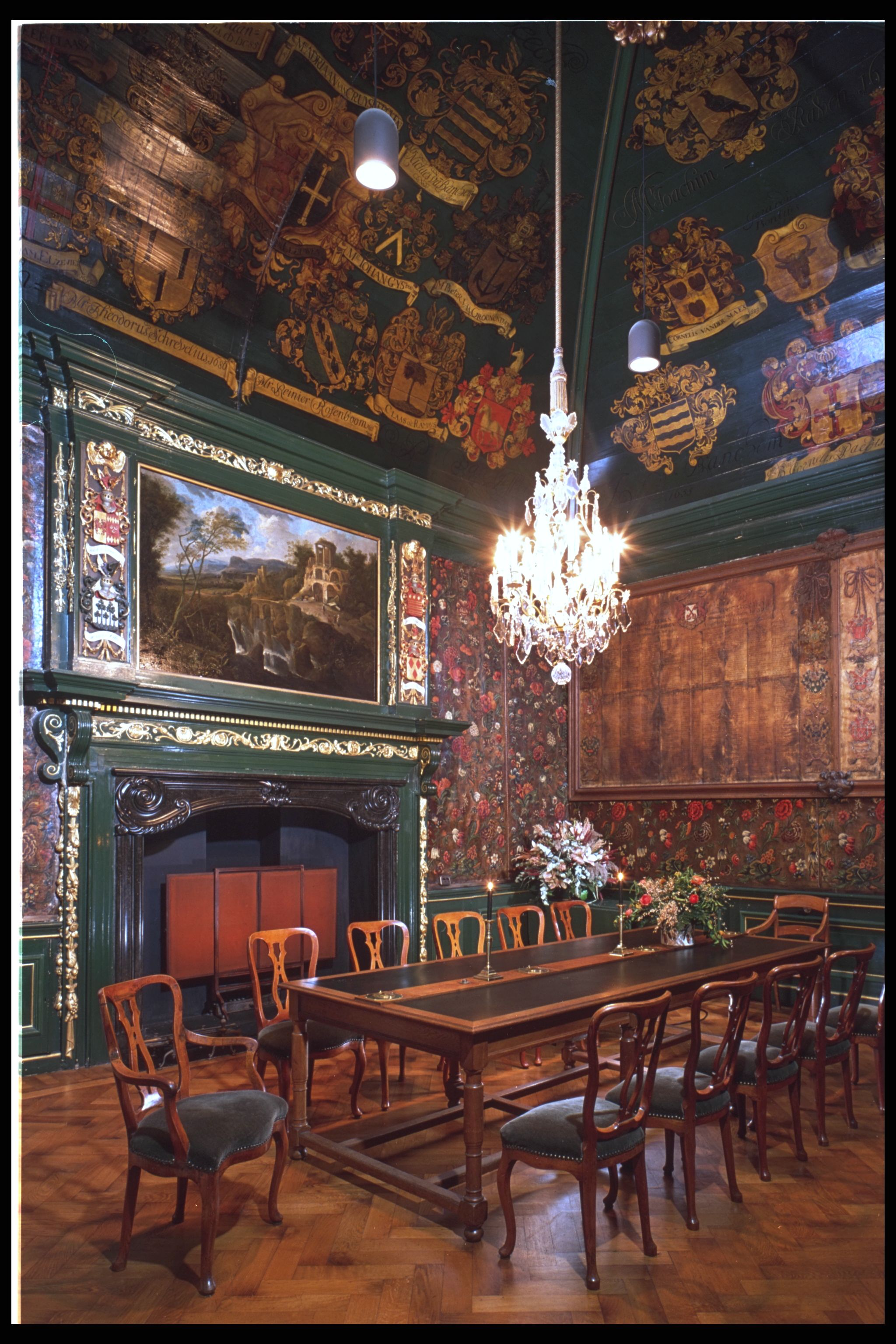
Intérieur de l'église Saint-Pierre de Leyde, Chambre des administrateurs

## Histoire
Vers 1100, une chapelle est érigée comme étant la chapelle du comté des comtes de Hollande. Elle est reconstruite et consacrée en 1121. Il a fallu 180 ans pour achever la construction du bâtiment actuel, dont les travaux ont commencé en 1390. L'église est connue pour abriter les tombeaux de John Robinson, un des pères pèlerins, mais aussi du peintre Jan Steen, du professeur Herman Boerhaave ainsi que des parents de Rembrandt.

## Événements
En 2007, il y avait un concert célèbre du groupe choral  Libera.